# Васіле Нестасе
Васіле Нестасе (1 січня 1962) — румунський академічний веслувальник.
Срібний призер Олімпійських Ігор 1992 року в складі вісімки.
Чемпіон світу 1989 року в складі розпашної четвірки зі стерновим, срібний призер 1993 року в складі вісімки, бронзовий призер 1994 року в складі вісімки.